# Dominika na Letních olympijských hrách 2008
Dominika se účastnila Letních olympijských her 2008 a zastupovali ji 2 sportovci v 1 sportu (2 muži). Jednalo se o čtvrtý start tohoto státu na letních olympijských hrách. Vlajkonošem výpravy byl trenér Jérôme Romain. Nejmladší z týmu byl Erison Hurtault, kterému v době konání her bylo 23 let. Nejstarší z týmu byl Chris Lloyd, kterému bylo v době konání her 27 let. Nikomu z výpravy se během her nepodařilo získat medaili.

## Pozadí
Ostrovní stát Dominika ležící na východním okraji Karibského moře mezi Guadeloupe a Martinikem debutoval na Letních olympijských hrách v Atlantě v roce 1996. Start na hrách v Pekingu tak byl čtvrtým startem této země na letních olympijských hrách. Poprvé od roku 1996 reprezentovali Dominiku pouze muži, sprinteři Chris Lloyd  a Erison Hurtault. Trenérem výpravy a jejím vlajkonošem byl Jérôme Romain.
Celkově delegace Dominiky v Pekingu čítala osm lidí. Kromě dvou atletů ji tvořila předsedkyně Olympijského výboru Dominiky Rosanne Pringle, vedoucí mise Hubert Joseph, tajemnice národního olympijského výboru Lesley Ann Greenová a také trenér výpravy Jérôme Romain. Výpravu doplňovali dva dorostenci Attainea Toulon a William Moise.

## Disciplíny

### Atletika
Pro Chrise Lloyda byl start v Pekingu jeho druhou olympijskou účastí. V Pekingu startoval v závodu na 200 m, do kterého nastoupil 18. srpna 2008 v rámci třetího rozběhu. S časem 20,90 s obsadil ve svém běhu páté místo a do dalšího kola nepostoupil. Celkově se z 62 dvou sprinterů startujících v rozbězích umístil na 32. místě.
Pro 23letého Erisona Hurtaulta byla účast na hrách v Pekingu jeho olympijským debutem. Dne 17. srpna 2008 nastoupil do čtvrtého rozběhu závodu mužů na 400 m. Zaběhl čas 46,10 s a ve svém běhu se umístil na čtvrtém místě. Tento výkon na postup nestačil a Hurtault se z 55 startujících atletů umístil na 34. místě.
| Sportovec       | Disciplína | Rozběh | Rozběh | Čtvrtfinále | Čtvrtfinále | Semifinále  | Semifinále  | Finále      | Finále      | Pořadí |
| Sportovec       | Disciplína | Čas    | Pořadí | Čas         | Pořadí      | Čas         | Pořadí      | Čas         | Pořadí      | Pořadí |
| --------------- | ---------- | ------ | ------ | ----------- | ----------- | ----------- | ----------- | ----------- | ----------- | ------ |
| Chris Lloyd     | 200 m      | 20,90  | 5.     | nepostoupil | nepostoupil | nepostoupil | nepostoupil | nepostoupil | nepostoupil | 32.    |
| Erison Hurtault | 400 m      | 46,10  | 4.     | N/A         | N/A         | nepostoupil | nepostoupil | nepostoupil | nepostoupil | 34.    |